# Mohammed bin Abdulrahman bin Jassim Al Thani
Mohammed bin Abdulrahman bin Jassim Al Thani, född den 15 november 1980 i Doha, är en qatarisk politiker. Sedan 2023 är han Qatars premiärminister.
Han tillhör den kungliga familjen Al Thani. Han har studerat ekonomi vid Qatar University.
I januari 2016 utsågs han till vice premiärminister och utrikesminister i Qatar. I mars 2023 utsågs han till landets premiärminister och behöll även posten som utrikesminister. Mohammed bin Abdulrahman bin Jassim Al Thani har bland annat varit medlare i kriget mellan Hamas och Israel 2023.
År 2024 utsåg Time honom till en av världens 100 mest inflytelserika personer.